# مجلس الأمن القومي (كوريا الجنوبية)
مجلس الأمن القومي (هانغل: 국가안전보장회의) هو هيئة استشارية لرئيس كوريا الجنوبية بشأن السياسات الخارجية والعسكرية والداخلية المتعلقة بالأمن القومي.

## هيكل المجلس
| رئيس المجلس     | الرئيس |
| اعضاء رسميين    | رئيس الوزراء وزير الخارجية وزير التوحيد وزير الدفاع الوطني مدير دائرة المخابرات الوطنية                                                    |
| أعضاء منتظمين   | وزير الداخلية والسلامة رئيس ديوان الرئيس مدير مكتب الأمن القومي النائب الأول لمدير مكتب الأمن الوطني النائب الثاني لمدير مكتب الأمن الوطني |
| مشاركين إضافيين | موظفين معينين من قبل الرئيس |